# J. M. Barnardo & Son
Die Inhaber der 1812 gegründeten Kürschnerei J. M. Barnardo & Son in Dublin, Irland beanspruchten bereits 1994 für sich den „Titel älteste Kürschnerfamilie der Welt“.

## Firmengeschichte

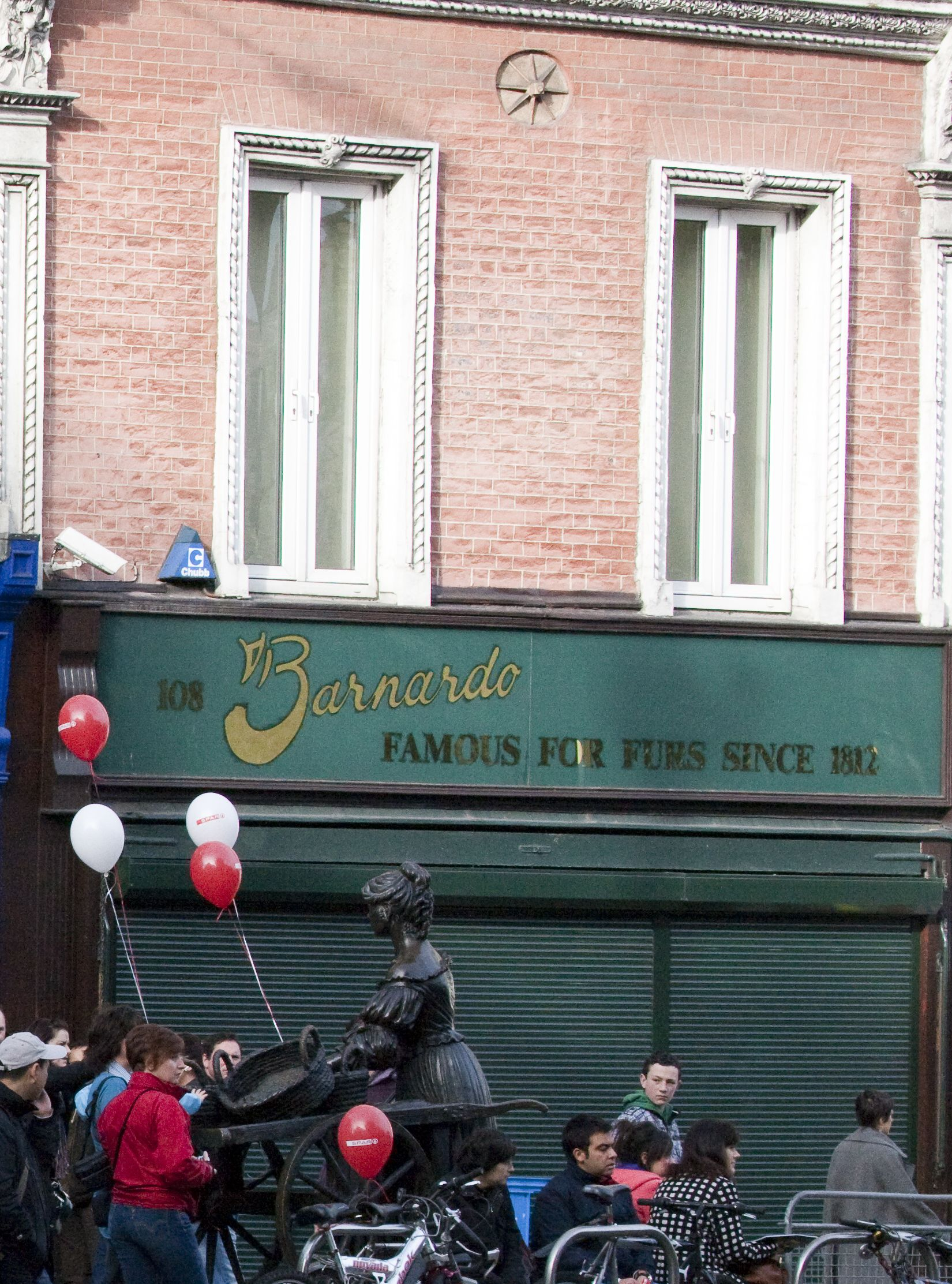
Ladenlokal Barnardo mit geschlossenen Rollläden (2009, die mit abgebildete Statue der Fischhändlerin Molly Malone befindet sich nicht mehr an dieser Stelle)

Der Kürschner John Michael[is] Barnardo eröffnete sein Pelzgeschäft im Jahr 1812 in der Dame Street 4, neben dem Dublin Castle. Ein Einwohnerverzeichnis des Jahres 1870 nennt, für den Kürschner des Lord Lieutenants, Henry Barnardo zusätzlich die Adresse Mary Street 36. Ein Branchenverzeichnis des Jahres 1874 enthält zwei Dubliner Einzelhandelskürschner, B. Barnardo hier als Anschrift die Argyle Street 78.
Der jüngere Sohn Henry Lionel Barnardo (geb. 1847) übernahm das Unternehmen, als John Michelis Barnardo 1874 starb. Zu diesem Zeitpunkt war der Betrieb so erfolgreich und angesehen, dass das Unternehmen ab 1832 jedes Jahr wieder den Titel Hofkürschner tragen durfte. Gegen Ende des Jahres 1874 zog Henry Lionel mit seiner Familie und seinem Unternehmen in die Grafton Street um. Als dieses Gebäude 1882 abbrannte, nutzte er die Gelegenheit und veranstaltete einen großen, offenbar sehr erfolgreichen Ausverkauf. Im Angebot der „besten, vom Feuer unversehrten Waren“ waren Pelzinnenfutter in allen Pelzarten, Kutschen-Pelzdecken und Seal-Mufftaschen mit Neusilber-Einfassung. An der Ecke Duke Street und Grafton Street eröffnete er zusätzlich ein eigens dafür errichtetes Modegeschäft. Das seit 1812 bestehende Unternehmen übertrifft im Jahr 2023 mit seinem Gründungsdatum die älteste deutsche, 1881 gegründete Kürschnerei Richard Förster in Werdau (Ende 2023 geschlossen), die jedoch eine ältere, bis 1670 zurückreichende Kürschnertradition in der Familie aufzuweisen hatte.
Henry Cecil Barnardo übernahm das Geschäft 1912, sechs Monate nach dem Tod seines Vaters und leitete es, seit 1922 zusammen seiner Ehefrau Ellen Josephine, die bereits im Alter von 14 Jahren im Betrieb angefangen hatte. Sie hatte die wichtige Position in der Firma, „die alles leitete, während er zu Antiquitätenauktionen ging und das Dublin Philharmonic Orchestra dirigierte“. Ihr Mann war bekannt für seine außerordentliche Großzügigkeit gegenüber Schnorrern oder Bettlern, „auch Josephine war großzügig, aber eher praktischer Natur“. Als sie nach dem Börsencrash von 1929, dem Beginn der Weltwirtschaftskrise, ihr ganzes Geld verloren, verkauften sie den zweiten Laden und setzten den Verkauf mit der übernommenen Ware in der Grafton Street 108 fort.
Henry Lionel Barnardo leitete das Unternehmen, nachdem sein älterer Bruder Thomas John Barnardo nach London gegangen war, um Arzt zu werden. Henry baute das Unternehmen erheblich aus. Es wurde mit Henry Cecil Barnardo in die nächste Generation geführt. Dieser entwarf die Kollektionen bis in die 1920er Jahre.
Er heiratete spät und sein einziger Sohn, Harry, kreativ wie seine Vorfahren, führte das Familienunternehmen weiter. Die irische Fluggesellschaft Aer Lingus hatte sich zu der Zeit sehr stark entwickelt und Barnardo begann, Geschäfte in den USA und im Ausland zu beliefern und Pelzmodenschauen an vielen unterschiedlichen Orten zu veranstalten, auf Bermuda, in der Schweiz, in Frankreich und in Amerika. Er engagierte stets irische Models, die in Irland bekannten Winnie Butler, Lady Antonia Wardell, Hilary Freyne, Rosemary Smyth und Adrienne Ring. Die Conference machte er selbst und rezitierte dabei Ausschnitte von Werken des Songwriters Percy French.
In dem Jahr, in dem sie heirateten, hatte Harry Barnardo die Kürschnerei Rohu in Castlemarket, County Kilkenny erworben und seine Frau Caroline hatte dort die Leitung übernommen. Ihr Verlobungsjahr hatte sie bereits in London verbracht und am London College of Fashion Pelz und Wirtschaft studiert. Harry Barnardo starb im Jahr 1978 und Caroline übernahm seine Position in der Grafton Street 108.
Im November 2022 wird das Geschäft, seit langem am Anfang der Grafton Street, von Harrys Witwe Caroline, in fünfter und sechster Generation von ihrer Tochter Elizabeth (geb. 1972), dem einzigen Kind von Caroline und Harry, und Elizabeth’ Sohn Harry geführt. Im Jahr 1994 hatte Caroline die New-Seasons-Kollektionsschauen erneut in den Jurys Hotels in Limerick und Cork vorgestellt. Einem Bericht der Irish Times zufolge (2022 oder früher) exportierte Barnardo seine Pelz-, Lammfell-, Leder- und Wildledermode mittlerweile in die ganze Welt. Der Betrieb verfügt über eigene Arbeitsräume, Lagereinrichtungen und eine Kühlanlage für die Pelzsommeraufbewahrung von Kundenpelzen.  Auch Rohu ist noch 2023 im Besitz der Familie.
Seitdem der Vater gestorben ist, liegt das Geschäft in den Händen der zwei Frauen. Elizabeth Barnardo half hier, bereits seit sie 12 Jahre alt war, jeden Samstag mit. 1990 studierte sie Design und Unternehmensführung auf dem London College of Fashion und stellte seitdem, nach eigener Angabe, durchweg eigene Entwürfe her. Im Jahr 2003 sagte Elisabeth noch, sicherlich später auch sehr vom allgemeinen Rückgang des Pelzabsatzes betroffen (nicht nur im November 2014 hatte sie eine Demonstration von Tierrechtlern vor ihrem Geschäft): „Die Kunden von heute sind sich Trends weitaus bewusster, reisen mehr und können überall auf der Welt einkaufen. Wir müssen die Besten sein, um Geschäfte zu machen. Ich bin sehr stolz auf unseren Namen, wenn ich zu Auktionen in Seattle und Kopenhagen gehe. Ich kaufe Felle, was ich viermal im Jahr tue, es spielt keine Rolle, wie viel ich ausgegeben habe, denn der Name Barnardo in Handel und Gewerbe hat Bestand. Unser landwirtschaftlicher Hintergrund in Irland vermittelt den Menschen ein Verständnis für das Tierleben. Wir sind Mitglieder der World Wildlife Federation und verwenden Nutztiere, um Arten nicht zu gefährden.“
Ein Foto vom November 2013 zeigt die Front eines kleinen Ladenlokals in einem Häuserblock mit unterschiedlichen Gebäuden, in den Obergeschossen noch altenglischen Stils, mit einem Schaufenster und zurückgesetztem Eingang. Reste einer Stuckfassade aus dem 19. Jahrhundert blieben erhalten. Ein Leuchtkasten über dem Laden verkündet: „Barnardo - Berühmt für Pelze seit 1812“. Dekoriert waren Pelze verschiedener Fellarten und Kopfbedeckungen aus Pelz. Auf anderen Aufnahmen ist, anders als die modisch aktuell gestalteten Pelzkollektionen der Firma, eine althergebrachte Ladeneinrichtung mit Holzschränken zu sehen und ein kleiner Kronleuchter, ein Aufgang führt in die erste Etage. Ein Teil der Pelze befand sich auf Konfektionsständern.
Eine Journalistin berichtete 2003 von ihrem Besuch bei Barnardo: „Wir gehen nach oben, in einen Raum aus glänzendem Holz und Spiegeln, und ich bekomme ein echtes Gefühl für die Pelze von heute. Elizabeth und Caroline kleiden mich fröhlich und voller Vertrauen in ihr Produkt in exotische, federleichte Pelze; ein bodenlanger Saphirnerz, der gewendet zu einem aus Denim wird, eine gestrickte Nerzjacke, ein Opernmantel aus bronzefarbenem Taft und ein mehrfarbig gefärbter Fuchskragen.“

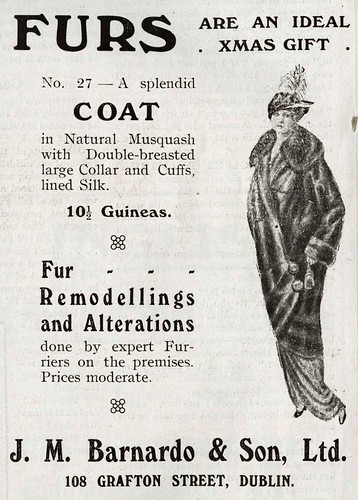
„Pelze sind ein ideales Weihnachtsgeschenk.“ Werbeanzeige, um 1900

## Familie
Die Familiengeschichte wurde von Olive Harris recherchiert und aufgeschrieben. Mit 14 Jahren hatte Harris im Laden zu arbeiten begonnen, wurde drei Generationen lang Sekretärin bei Barnardos und war gegen Ende ihrer Zeit bei Barnardo wieder im Verkauf tätig.
John Michael Barnardo aus Havelberg kam über Hamburg nach England. Er hatte eine große Familie. Einer seiner Söhne, Thomas John Barnardo (geb. 1845 als 13. Kind; gest. 1905),  wurde sehr bekannt, er gründete 1866 die britische Wohltätigkeitsorganisation Barnardo Charity, die sich um gefährdete Kinder kümmert. Thomas Barnardo war eines von 13 Kindern des Ehepaars John und Abigail.
Elizabeth Barnardo, Inhaberin im Jahr 2003, berichtete: „Der erste Barnardo, John Michaelis, erreichte Irland 1810 in einem Fischerboot an der Küste von Clare. Soweit wir wissen konnten, stammt die Familie ursprünglich aus Venedig, zog aber nach Deutschland. Während seines Aufenthalts in Clare traf und verliebte er sich in die Engländerin Elizabeth O'Brien. Er kehrte nach Deutschland zurück, kam aber 1812 wieder hierher und heiratete Elizabeth, ging nach Dublin und eröffnete ein Pelzgeschäft in der Dame Street 4. Es heißt, er sei von Beruf Tierpräparator gewesen.“
Die Familie stammt ab von dem europäischen Einwanderer deutscher Nationalität und spanisch-jüdischer Herkunft, John Michaelis Barnardo und seinen irischen Frauen Elizabeth (die im Kindbett starb) und Elizabeths Schwester Abigail, die er als Witwe heiratete. John Michaelis Barnardo wurde 1860 eingebürgert. Thomas Barnardo war eines der Kinder von John und Abigail.
Henry Lionel Barnardo war Ellen Josephine McDonald zugeneigt, die damals im Geschäft arbeitete. Zuvor hatte sie, die Straße hoch, im traditionsreichen Café Bewley's gearbeitet, kennengelernt hatten sie sich jedoch durch ihre gemeinsame Leidenschaft für Badminton. Caroline erinnerte sich selbstironisch: „Er war einer der begehrtesten Junggesellen seiner Zeit und 20 Jahre älter als ich. Er harrte einfach aus und wartete darauf, dass ich erwachsen werde!“ Der Vater missbilligte diese innerbetriebliche Liaison und schickte seinen Sohn nach Kanada, wo dieser als Holzfäller arbeitete. Henry Cecil kehrte 1912 zurück, sechs Monate nach dem Tod seines Vaters, übernahm das Geschäft und blieb Ellen Josephine verbunden. Zehn Jahre später, 1922, heirateten sie in der St. Andrew’s Church in der Andrew Street. Henry Cecil Barnardo und Ellen Josephine waren zum Zeitpunkt ihrer Heirat 43 bzw. 44 Jahre alt.
Henry Cecil verunglückte 1944 tödlich in einer Kurve, als er mit dem Fahrrad zum 1922 erworbenen Haus seiner Familie im Dubliner Bezirk Blackrock fuhr. Er wurde tot auf einer Bank in der Avoca Avenue aufgefunden. „Da blieb Harry übrig, wie mein Vater genannt wurde“, erklärte Elizabeth, „im Laufe der Zeit nahm er eine sehr internationale Einstellung zum Geschäft an“. Elizabeth, geboren 1972, das einzige Kind von Caroline und Harry, wuchs in ihrem Elternhaus in Rathfarnham, County South Dublin auf. Harry Barnardo starb 1978 an Krebs, sieben Jahre nach seiner Heirat.

## Reminiszenz

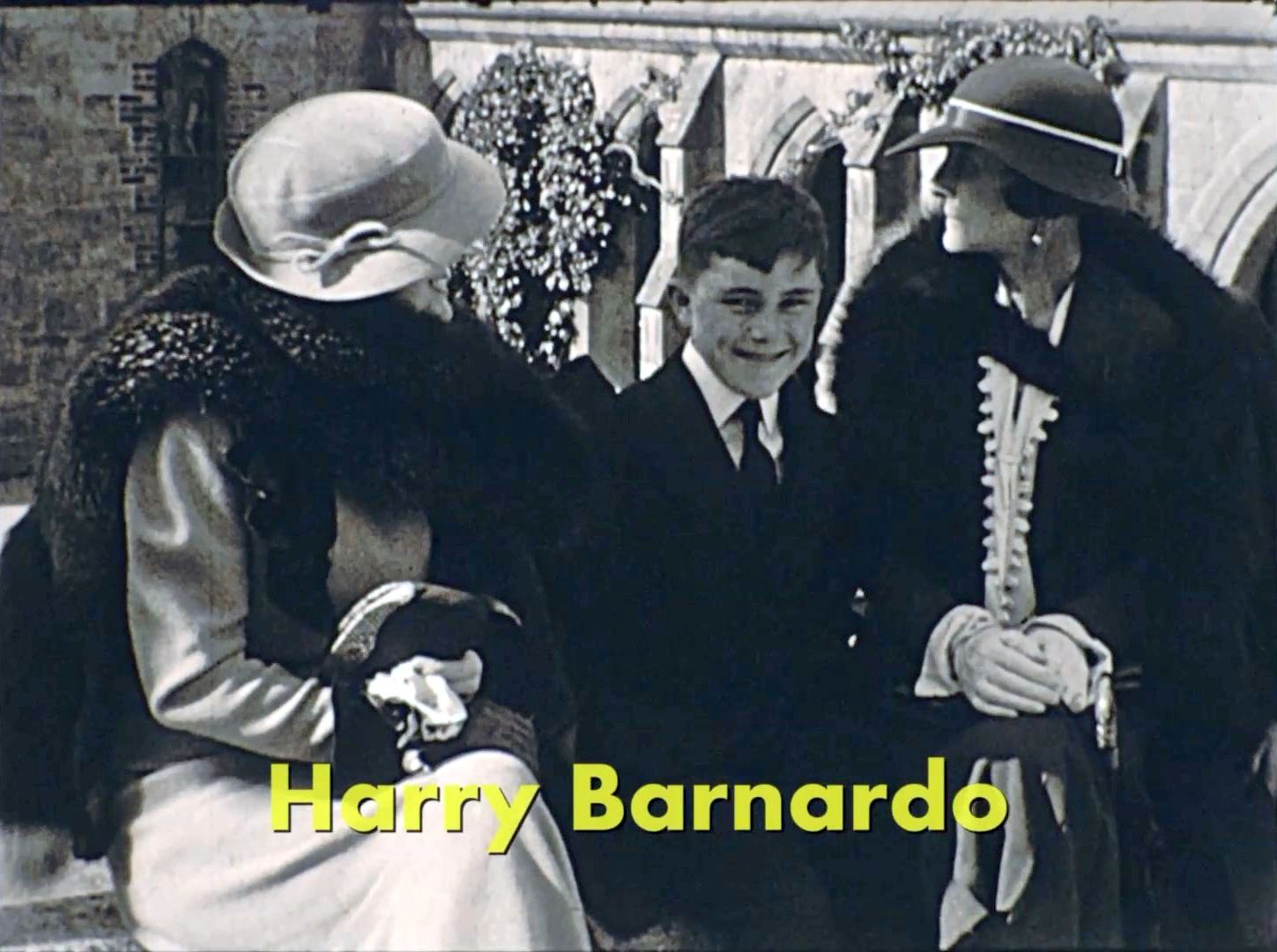
St.-Columba′s-College-Schüler Harry Barnardo und Familienmitglieder, im Film seines Vaters

Bei einer Recherche für ein Schulmagazin im Jahr 2018 wurden drei 16-mm-Filme auf dem Dachboden des Barnardo-Gebäudes entdeckt. Bei der Übertragung der von Henry Lionel Barnardo aufgenommenen Filme in digitale Form kam außergewöhnlich viel Material aus den 1930er Jahren über das Schulleben der Zeit zum Vorschein, sowie über die Eröffnungen von Gebäuden, der Besuch von Irlands erstem Präsidenten, Douglas Hyde, und mehr. Harry Barnardo ist zweimal mit Untertiteln gekennzeichnet, andere Familienmitglieder sind vielleicht an ihren Pelzschals und Pelzkragen zu erkennen. Eine bearbeitete und mit Untertiteln versehene Auswahl ist als Zusammenschnitt im Internet verfügbar.